# Ferdinand Rozier
Jean Ferdinand Rozier, né le 9 novembre 1777 à Nantes et mort le 1er janvier 1864 à Sainte-Geneviève (Missouri), est un homme d'affaires américain d'origine française.

## Biographie
Jean Ferdinand Rozier est le fils de François Claude Rozier (1739-1806), négociant, échevin de Nantes, et de Renée-Angélique Colas (1745-1824). Cousin de Jean-Hilaire Belloc, il est le grand-oncle de Gustave Massion et d'Édouard, Léon et Louis Bureau. Marié avec Constance Roy, de la Prairie du Rocher, fille d'André Roy et de Constance Barbeau, il est le père de Joseph Adolphus Rozier et de Firmin A. Rozier.
Après être rentré dans la marine française en 1802, Rozier se lance dans les affaires et s'associe avec John James Audubon. Les associés se rendirent aux États-Unis (Rozier immigre à New York en 1806) et poursuivirent leur partenariat dans la propriété du père d'Audubon, en Pennsylvanie. Expédiant leurs marchandises, Audubon et Rozier ouvrent un magasin général à Louisville, dans le Kentucky. Située sur l'Ohio, Louisville est le port le plus important entre Pittsburgh et La Nouvelle-Orléans. Rozier s'installe finalement à Sainte-Geneviève, à environ 110 kilomètres au sud de Saint-Louis, dans le territoire de Louisiane (qui deviendra plus tard le territoire du Missouri). Ce village est la première colonie européenne à l'ouest du Mississippi.
En 1811, Rozier rachête les parts de la société à Audubon, qui souhaite se consacrer à ses études et à l'art. Il associe son neveu, Firmin René Desloge, à ses affaires.
Il est commissionnaire de la « Mine a la Motte and Mississippi Railroad Company », fondée en 1837 par Jean Baptiste Vallé, Joseph Pratte, Félix Valle et Bartholomew St. Gemme.

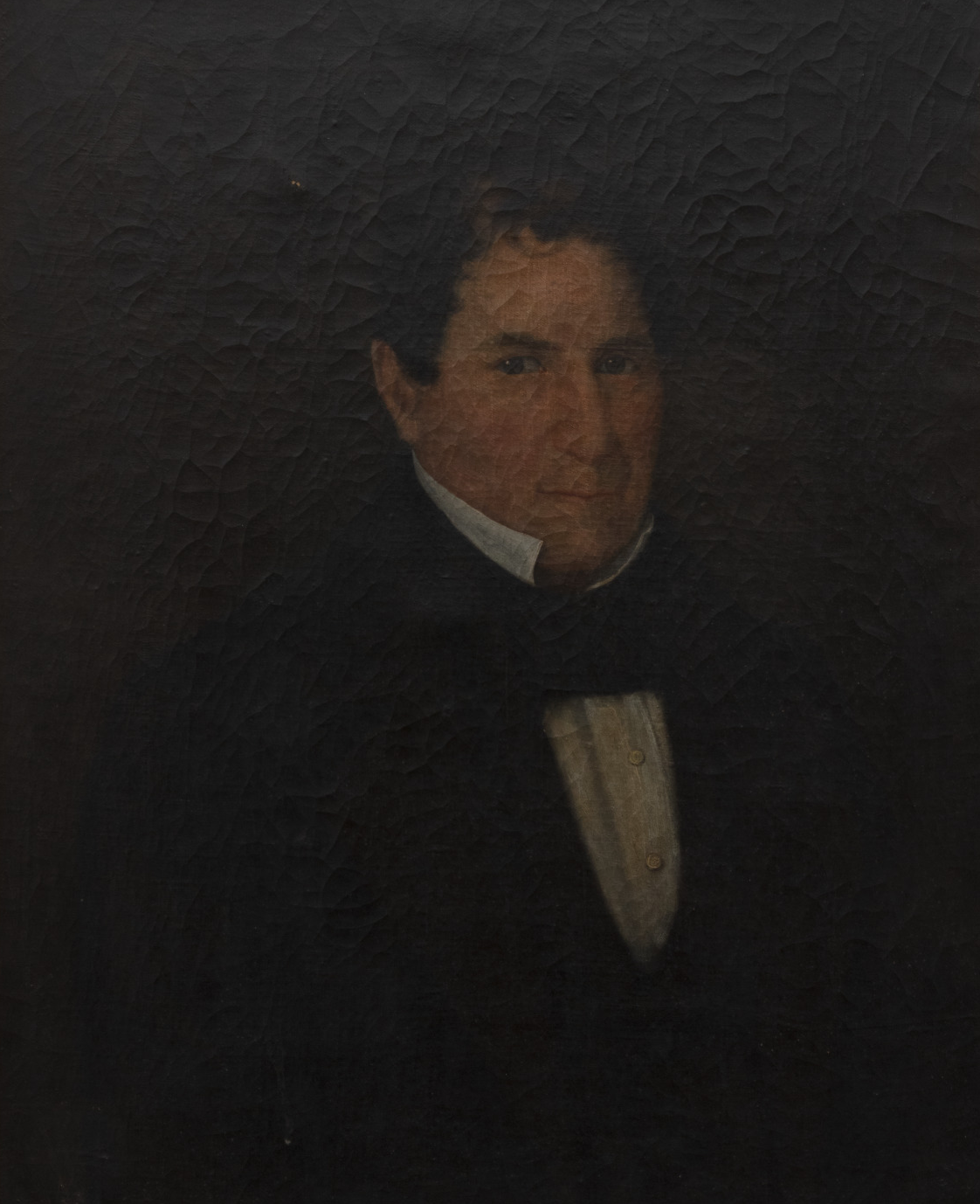
Portrait de Ferdinand Rozier.
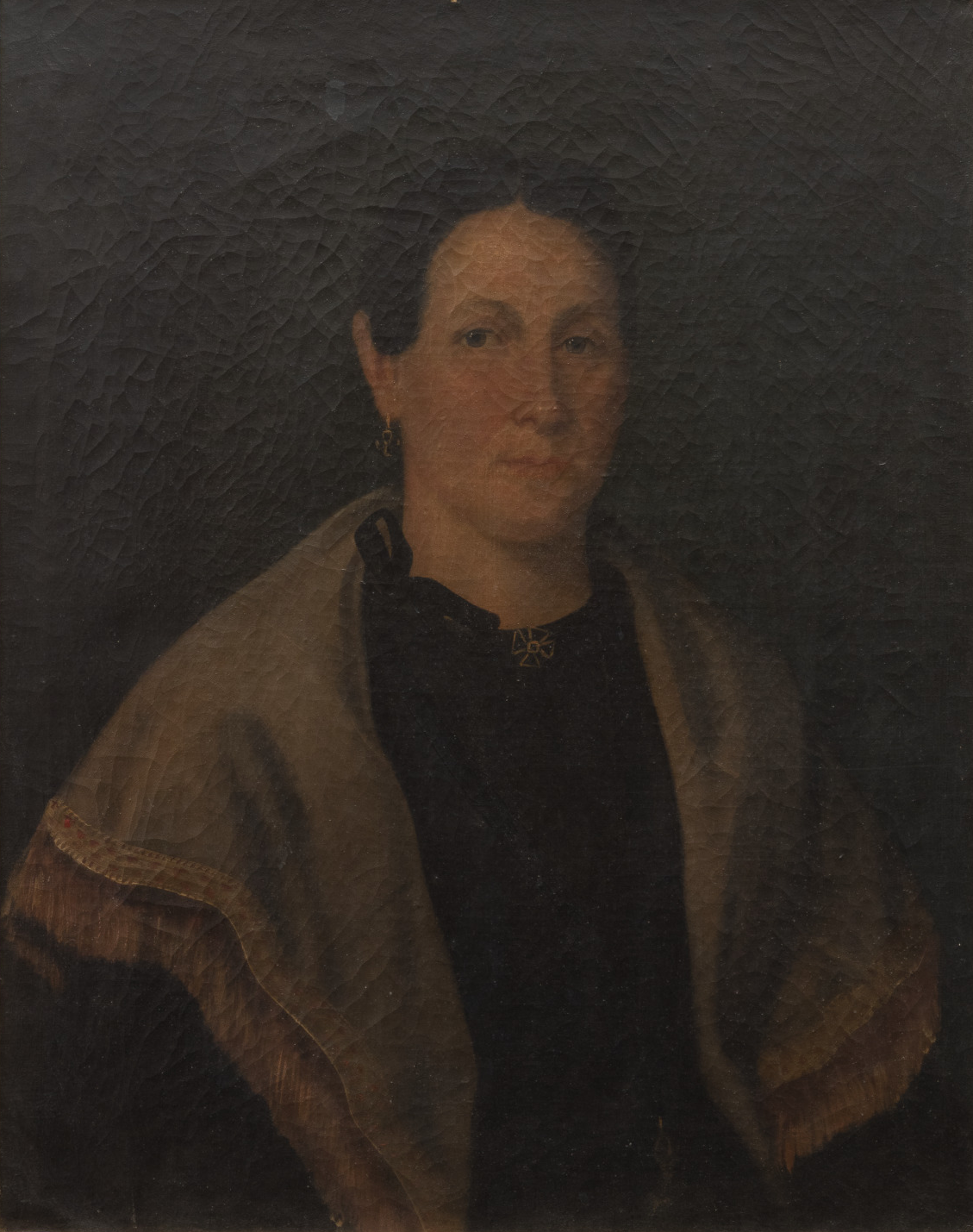
Portrait de Constance Roy.

## Sources
1. ↑  Yves Rochcongar, "Capitaines d'industrie à Nantes au XIXe siècle", éditions MeMo, Nantes, 2003

- (en) Cet article est partiellement ou en totalité issu de l’article de Wikipédia en anglais intitulé « Jean Ferdinand Rozier » (voir la liste des auteurs).
- Louis James Sharp, « Between the Gabori: A History of Ferdinand Rozier and "nearly" All His Descendants », 1981
- « Rozier's History of the Early Settlement of the Mississippi Valley », 1890
- « The Rozier Family: Virginia, North Carolina, South Carolina, Georgia, Florida, Alabama, Mississippi, Louisiana, Texas, California and Elsewhere », 1990
- Delphine Boissarie, Les négociants européens et le monde: Histoire d’une mise en connexion, Presses universitaires de Rennes, 2018
- Bonnie Stepenoff, From French Community to Missouri Town: Ste. Genevieve in the Nineteenth Century, University of Missouri Press, 2006
- Tangui Villerbu, Amérique française et « microhistoire globale » : la famille Rozier dans le Kentucky et le Missouri, 1806-1860, Francophonies d'Amérique, 2015 (40-41), 113–132